# Temesvári Nyugati Tudományegyetem
A Temesvári Nyugati Tudományegyetem egy 1962-ben alapított állami felsőoktatási intézmény.
A temesvári egyetem eredete 1940-ig vezethető vissza, amikor a város a Kolozsvárról Észak-Erdély magyar visszacsatolása miatt kiköltöztetett román egyetemet fogadta be. Egy 1944. december 30-án kelt törvényrendelet említi, hogy egy felsőfokú oktatási intézményt kell létrehozni Románia nyugati részén. 1968-ban, amikor már nagyjából minden klasszikus tudományágat oktattak, az intézményt önálló egyetemmé avatták.

## Az egyetem karai
Az egyetem ma 11 kart működtet:
1. Matematikai és Informatikai
2. Fizikai
3. Kémiai, biológiai, földrajzi
4. Irodalomtudományi, történelmi és teológiai
5. Szociológiai és a pszichológiai
6. Közgazdaságtudományi
7. Képzőművészetek
8. Zene
9. Testnevelési és Sport
10. Politikai tudományok, filozófia és kommunikációs tudományok
11. Jog-és Közigazgatás-tudományi

Osztályok:
Polgári Jogi
Közjogi

## Ismert diákjai, tanárai
- Itt végzett 1977-ben Herta Müller Irodalmi Nobel-díjas írónő
- Itt tanított Varga Luigi István szobrászművész.
- Itt végzett Sorin Grindeanu Románia miniszterelnöke

## Fordítás
- Ez a szócikk részben vagy egészben a West University of Timișoara című angol Wikipédia-szócikk ezen változatának fordításán alapul.  Az eredeti cikk szerkesztőit annak laptörténete sorolja fel. Ez a jelzés csupán a megfogalmazás eredetét és a szerzői jogokat jelzi, nem szolgál a cikkben szereplő információk forrásmegjelöléseként.